# Bart Allen
Bartholomew "Bart" Allen II is een personage uit de strips van DC Comics. Hij is de vierde superheld met de naam Flash. Daarvoor stond hij ook al bekend als Impulse en de tweede Kid Flash. Hij werd bedacht door Mark Waid en Mike Wieringo, en maakte zijn debuut in The Flash vol. 2, #91.

## Biografie
Bart Allen II werd geboren in de 30e eeuw. Hij is de zoon van Meolini Thawne en Don Allen, en de kleinzoon van Barry Allen, de tweede Flash.

### Impulse
Bart Allen werd geboren met zijn supersnelheid, maar dit had bij hem een negatieve bijwerking. Hij werd razendsnel ouder vanwege zijn versnelde metabolisme. Toen hij nog maar twee was, was hij lichamelijk al een kind van 12. Om te voorkomen dat deze versnelde veroudering hem tot waanzin zou drijven, werd Bart opgevoed in een virtuele wereld die zich aanpaste aan zijn snelle veroudering. Toen bleek dat dit niet eeuwig zou helpen, nam zijn grootmoeder, Iris Allen, hem mee naar het heden voor behandeling. De hedendaagse Flash, Wally West, stelde Bart bloot aan een dusdanige snelheid dat zijn metabolisme weer normaal werd.
Omdat hij het grootste deel van zijn leven in een gesimuleerde wereld had doorgebracht, was Bart zich nauwelijks bewust van gevaar. Hij kwam geregeld in de problemen, tot ongenoegen van Wally. Wally bracht Bart daarom onder bij de gepensioneerde superheld Max Mercury.
Bart nam de naam Impulse aan nadat Batman hem zo noemde (al was dat bedoeld als waarschuwing, geen compliment). Hij voegde zich bij de Titans, alvorens samen met Superboy en Robin de groep Young Justice op te richten. Impulse bleef lange tijd bij dit team, en leerde zijn krachten optimaal beheersen.
Na Max’ verdwijning werd Bart in huis genomen door Jay Garrick, de originele Flash.

### Kid Flash en Flash
Toen hij weer bij de Teen Titans kwam, werd Bart neergeschoten door Deathstroke. Terwijl hij herstelde van zijn wond las hij zowat elk boek in de bibliotheek van San Francisco. Dit gaf hem het idee om zijn Impuls identiteit op te geven en de nieuwe Kid Flash te worden.
In de "Titans Tomorrow" verhaallijn nam Bart voor het eerst de rol van de Flash op zich. Dit verhaal speelde zich af in een mogelijke toekomst van het DC Universum.
Bart vocht samen met Wally West en Jay Garrick tegen Superboy-Prime. Het trio wist Super-Boy Prime naar een andere dimensie te brengen met behulp van de Speed Force. Hierna bracht Bart vier jaar door in een alternatieve realiteit. Hij keerde weer terug naar zijn eigen wereld toen Superboy-Prime ontsnapte.
Hierna trok Bart zich een tijdje terug. Hij liet iedereen denken dat de Speed Force was vernietigd, maar bleef er zelf wel gebruik van maken. Lange tijd kon hij zich niets herinneren van zijn verblijf op de alternatieve aarde, en ook niet dat de Speed Force nu in hem zat.
Toen Wally West zich terugtrok om meer tijd met zijn gezin door te brengen, werd Bart wederom de Flash. Hij kreeg zelfs lidmaatschap voor de Justice League aangeboden.

### Dood
Bart kwam om het leven toen hij Inertia ervan weerhield de tijd te stoppen. Hiertoe had Inertia een team verzameld van Flashs vijanden, waaronder Abra Kadabra, Mirror Master, Heat Wave, the Pied Piper,the Trickster, Weather Wizard, en Captain Cold. Bij dit gevecht verloor Bart zijn krachten, mede omdat Wally West (die net terugkeerde) de speed force absorbeerde.
Naderhand hielden de Teen Titans een besloten begrafenis voor Bart. Een standbeeld van hem werd in de Titans Tower geplaatst.

## Krachten en vaardigheden
Net als de meeste speedsters is Barts primaire kracht die van snelheid, samen met andere krachten die Speedsters hebben zoals het maken van wervelwinden, lopen op water en door materie heen vibreren.
Bart heeft een fotografisch geheugen. Hij onthoudt alles wat hij ooit heeft gezien en gehoord tot in de details. Tevens is hij immuun voor veranderingen in de tijdstroom.

## In andere media
- In de oorspronkelijke plannen voor de serie Justice League zou Bart Allen lid zijn van een juniortak van de League, samen met Robin en Cyborg. Dit plan werd geschrapt omdat producers niet wilden dat de serie te veel zou gaan lijken op de oude Super Friends-series.

- In seizoen 4 en 6 van de serie Smallville kwam een tiener met de naam Bart Allen voor, gespeeld door Kyle Gallner. Deze tiener beschikte over bovenmenselijke snelheid, maar gebruikte niet de naam Flash. In seizoen zes gebruikte hij wel de naam Impulse.

- Bart Allen speelt mee in seizoen 2 van de serie Young Justice.